# Léon de Beaumont
Léon de Beaumont de Gibaud (né vers 1660 à Marignac-Usseau, mort à Saintes le 10 octobre 1744), est un ecclésiastique, qui fut évêque de Saintes de 1716 à 1744.

## Biographie
Léon de Beaumont est issu par son père d'une famille originaire de Bourgogne. Il est le deuxième fils de Henri de Beaumont, seigneur de Gibaud, d'Ussaut, de Saint-Germain, d'Échillais et de La Bristière, maréchal de camp, et de Marie de Salignac de La Mothe-Fénelon (sœur ainée de Fénelon). 
En 1693 il est nommé sous-précepteur du duc de Berry, son oncle Fénelon étant le précepteur en titre. Prêtre en 1708, il devient le vicaire général de son oncle maternel l'évêque de Cambrai. À la mort de ce dernier, il est nommé doyen du chapitre de chanoines de Cambrai le 23 décembre 1715. Mais en 1716 le Régent de France Philippe d'Orléans le désigne comme évêque de Saintes. Il est confirmé le 11 mai 1718 et consacré en juillet dans le noviciat des Jésuites de Paris par l'archevêque de Bordeaux. Il résigne alors son lucratif bénéfice de Cambrai.
En 1720 il récuse les « douze articles » que le cardinal Louis-Antoine de Noailles avait acceptés à la place de la Bulle Unigenitus et il reçoit pour cela l'approbation du pape Clément XI. De ce fait il fait l'objet pendant le reste de sa vie mais également après sa mort de l'hostilité du parti favorable aux idées jansénistes. Il meurt à Saintes le 10 juillet 1744 et il est inhumé dans le séminaire de la ville.